# Смольное (Челябинская область)
Смо́льное — деревня в Сосновском районе Челябинской области.

## Географическое положение
Деревня находится в 50 км от областного центра  города Челябинска, в 27 км от районного центра села Долгодеревенского, в 3 км. от федеральной автодороги М-5 «Урал Подъезд к Екатеринбургу».
Рельеф — равнина (Западно-Сибирская низменность).Ландшафт — лесостепь.

## История
Деревня основана после 1916 года на месте заимки Смоленевых (Смолиных). В 1930-х гг. на её территории  разместилась ферма № 3 совхоза «Муслюмовский», затем — отделение совхоза. Специализация: молочно-картофелеводческое хозяйство.

## Инфраструктура
До марта 2010 года в деревне располагалось отделение ОАО «Нива». С августа 2011 года бывшие животноводческие фермы при участии турецких предпринимателей реконструированы для выращивания шампиньонов.
Имеется школа (основана в 1956 г.), детский сад (закрыт в 2001 г.), дом культуры, фельдшерско-акушерский пункт, 
Транспортное сообщение c районным и областным центром.

## Население
| 2002 | 2010 |
| ---- | ---- |
| 476  | ↘406 |

476 чел. (в 1959—340, в 1970—601, в 1983—472, в 1995—457).
Проживают русские, башкиры.